# Діллард (Орегон)
Діллард (англ. Dillard) — переписна місцевість (CDP) в США, в окрузі Дуглас штату Орегон. Населення — 385 осіб (2020).

## Географія
Діллард розташований за координатами 43°6′30″ пн. ш. 123°25′34″ зх. д. / 43.10833° пн. ш. 123.42611° зх. д. (43.108239, -123.426194).  За даними Бюро перепису населення США в 2010 році переписна місцевість мала площу 3,05 км², уся площа — суходіл.

## Демографія
Згідно з переписом 2010 року, у переписній місцевості мешкало 478 осіб у 177 домогосподарствах у складі 126 родин. Густота населення становила 157 осіб/км².  Було 183 помешкання (60/км²).
Расовий склад населення:
| - 89,3 % — білих - 1,7 % — корінних американців - 0,6 % — чорних або афроамериканців - 0,4 % — азіатів - 0,2 % — вихідців з тихоокеанських островів - 2,5 % — осіб інших рас |

До двох чи більше рас належало 5,2 %. Частка іспаномовних становила 4,8 % від усіх жителів.
За віковим діапазоном населення розподілялося таким чином: 22,8 % — особи молодші 18 років, 63,0 % — особи у віці 18—64 років, 14,2 % — особи у віці 65 років та старші. Медіана віку мешканця становила 40,1 року. На 100 осіб жіночої статі у переписній місцевості припадало 93,5 чоловіків;  на 100 жінок у віці від 18 років та старших — 105,0 чоловіків також старших 18 років.
Середній дохід на одне домашнє господарство  становив 49 604 долари США (медіана — 60 019), а середній дохід на одну сім'ю — 52 647 доларів (медіана — 60 541). 
Цивільне працевлаштоване населення становило 89 осіб. Основні галузі зайнятості: виробництво — 76,4 %, сільське господарство, лісництво, риболовля — 23,6 %.